# Dunedin (Florida)
Dunedin is een plaats (city) in de Amerikaanse staat Florida, en valt bestuurlijk gezien onder Pinellas County.

## Demografie
Bij de volkstelling in 2000 werd het aantal inwoners vastgesteld op 35.691.
In 2006 is het aantal inwoners door het United States Census Bureau geschat op 36.640, een stijging van 949 (2,7%).

## Geografie
Volgens het United States Census Bureau beslaat de plaats een oppervlakte van
73,1 km², waarvan 26,9 km² land en 46,2 km² water. Dunedin ligt op ongeveer 1 m boven zeeniveau.

## Plaatsen in de nabije omgeving
De onderstaande figuur toont nabijgelegen plaatsen in een straal van 16 km rond Dunedin.

## Geboren
- Sydney Pickrem (21 mei 1997), Canadees zwemster
- Lari White (13 mei 1965), country zangeres en actrice (overleden 23 januari 2018)